# Sofia Salvo
Sofía Salvo (* 1994 in Buenos Aires) ist eine argentinische Jazz- und Improvisationsmusikerin (Baritonsaxophon).

## Leben und Wirken
Salvo begann im Alter von 12 Jahren Altsaxophon zu spielen. Sie studierte klassische Musik am Conservatorio de musica de Morón Alberto Ginastera und Jazz an der Escuela de Arte Leopoldo Marechal. Sie nahm Unterricht bei Tony Malaby, Rodrigo Dominguez und Ramiro Flores.
In Buenos Aires war Salvo Teil des Improvisationsensembles Desvio, in der sie mit Musikern wie Pablo Diaz, Cecilia Quinteros, Hernan Samá, Marcelo Von Schultz, Gustavo Obligado und anderen arbeitete. Sie leitete das Improvisationstrio Motor, das 2019 ein gleichnamiges Album bei Nendo Dango veröffentlichte. Weiterhin gehörte sie sieben Jahre lang zum Funk- und Soul-Nonett La Negra Nieves, mit dem sie ein Album vorgelegt hat und zum Saxophonquartett Cuarteto de Senioritas, das sein zweites Album Affiare veröffentlichte. Außerdem hat sie als Studiomusikerin für verschiedene argentinische Pop-Rock-Künstler wie Los Besos, Coiffeur, Pommez Internacional und Blau gearbeitet.
Seit 2019 lebt Salvo in Berlin. Gemeinsam mit Chris Pistiokos und Frank Gratkowski trat sie 2020 bei den Leipziger Jazztagen auf. Mit Colin Webster, Mark Holub und Jan Roder legte sie das Album Sowieso (2023) vor. Auch ist sie auf dem gleichnamigen Album des Berliner Improvisationstrios Zahn zu hören.

## Diskographische Hinweise
- Motor: Motor (Nendo Dango 2019, mit Gustavo Obligado, Marcelo von Schultz)
- Kuhn Fu: Jazz Is Expensive / Live in Saalfelden (Berthold Records 2022, mit John Dikeman, Tobias Delius, Ziv Taubenfeld, Christian Kühn, Esat Ekincioğlu, George Hadow)[5]
- Colin Webster / Mark Holub / Sofía Salvo / Jan Roder: Sowieso (Raw Tonk 2023)